# دائرة إن غار
دائرة إن غار إحدى دوائر الجزائر التابعة لولاية عين صالح. كانت سابقا تتبع ولاية تمنراست و تضم بلدية إن غار.